# Gary Graffman
Gary Graffman, né le 14 octobre 1928 à New York, est un pianiste et professeur de piano américain.

## Biographie
Né à New York en 1928, Gary Graffman commence le piano à l'âge de trois ans, et entre en 1936 au Curtis Institute of Music à l'âge de sept ans, où il devient l'élève de Isabelle Vengerova,. Après avoir obtenu son diplôme en 1946, il commence sa carrière professionnelle avec l'Orchestre de Philadelphie dirigé par Eugene Ormandy. À l'âge de vingt ans, il a acquis une réputation internationale en tant que pianiste classique. En 1949, il gagne le concours Leventritt. Il poursuit ensuite ses études avec Rudolf Serkin au Marlboro Music School and Festival, et de manière informelle avec Vladimir Horowitz.
En 1977, il se fait une entorse à l'annulaire de la main droite. Pour pallier sa blessure, il modifie les doigtés des pièces qu'il joue. Mais sa blessure s'aggrave et l'oblige finalement à cesser d'utiliser sa main droite. Il s'intéresse alors à d'autres domaines, comme l'écriture et la photographie. Il rejoint le Curtis Institute of Music en 1980, et publie peu après un mémoire, I Really Should Be Practicing. Il devient le directeur de cette école en 1986, poste qu'il conservera jusqu'en mai 2006. De 1995 à 2006, il en est également le président.
En 1985, il joue la première au Royaume-Uni du Concerto pour piano pour la main gauche de Erich Wolfgang Korngold, composé à la demande de Paul Wittgenstein en 1923. Sept œuvres pour la main gauche ont été composées à la demande de Gary Graffman . Il crée en 1993 le quatrième concerto de Ned Rorem, et en 2001 le concerto Seven Last Words de Daron Hagen. Le compositeur américain William Bolcom a composé Gaea, un concerto pour deux pianos mains gauches, pour Gary Graffman et Leon Fleisher, dont la première représentation est donné à Baltimore en avril 1996.

## Enseignement
Gary Graffman compte plusieurs élèves célèbres, par exemple Lydia Artymiw (en), Lang Lang, Yuja Wang ou Haochen Zhang.

## Instruments
Gary Graffman utilise des instruments Steinway & Sons durant toute sa carrière. Il a notamment joué sur plusieurs modèles D, dont des pianos « CD » comme le CD-199 ou le CD-283,.

## Annexe